# Ceux qui font les révolutions à moitié n'ont fait que se creuser un tombeau
Pour plus de détails, voir Fiche technique et Distribution.
Ceux qui font les révolutions à moitié n'ont fait que se creuser un tombeau est un film d'art et essai québécois réalisé par Mathieu Denis et Simon Lavoie, sorti en 2016. Le titre du film provient d'une citation de Louis Antoine de Saint-Just.

## Synopsis
Au Québec, après une vague de manifestations étudiantes, des jeunes adultes s'engagent dans un groupuscule révolutionnaire et clandestin afin de renverser l'ordre établi.

## Fiche technique
Sources : IMDb et Films du Québec
- Titre original : Ceux qui font les révolutions à moitié n'ont fait que se creuser un tombeau
- Réalisation : Mathieu Denis et Simon Lavoie
- Scénario : Mathieu Denis et Simon Lavoie
- Direction artistique : Éric Barbeau
- Costumes : Becca Blackwood
- Directeur de la photographie : Nicolas Canniccioni
- Son : François Grenon, Patrice Leblanc, Clovis Gouaillier
- Montage : Mathieu Denis
- Production : Hany Ouichou
- Société de production : Art & Essai
- Sociétés de distribution : K-Films Amérique[3], Stray Dogs
- Pays de production :  Canada
- Tournage : août et septembre 2015, à Montréal
- Langue originale : français
- Genre : art et essai
- Durée : 183 minutes
- Dates de sortie :
  - Canada : 
    - 13 septembre 2016 (première au Festival international du film de Toronto)
    - 3 février 2017 (sortie en salle au Québec)

  - Allemagne : 12 février 2017 (Berlinale 2017)
- Classification :
  - Québec : 16 ans et plus (Érotisme)[4]

## Distribution
- Charlotte Aubin : Giutizia
- Laurent Bélanger : Tumulto
- Gabrielle Boulianne-Tremblay : Klas Batalo
- Emmanuelle Lussier Martinez : Ordine Nuovo
- Solo Fugère : étudiant #1
- Sarah Chouinard-Poirier : étudiante #2
- Léa Aubin : étudiante #3
- Marc-André Brunet : président de l'assemblée
- Joseph Bellerose : père de Tumulto
- Benoît Rousseau : père de Giutuzia
- Marie-Josée Godin : mère de Giutuzia
- Louis-Philippe Berthiaume : frère de Giutuzia
- Normand Gougeon : oncle de Giutuzia
- Diane Langlois : tante de Giutuzia
- Anna Maguire : Anna
- Sylvain Castonguay : lieutenant Brunet
- Stéphane F. Jacques : client #1
- Ariane Lavery : jeune militante

## Distinctions

### Prix
- Meilleur film canadien du Festival de Toronto 2016[5]
- 19e gala du cinéma québécois :
  - Meilleure direction artistique pour Éric Barbeau
- Mention spéciale du jury Génération 14Plus lors de la Berlinale 2017

### Nominations
- 19e gala du cinéma québécois :
  - Meilleur film
  - Meilleure interprétation dans un premier rôle féminin pour Emmanuelle Lussier-Martinez
  - Meilleur montage pour Mathieu Denis